# Bovicolidae
Die Bovicolidae sind eine Familie der Kletterfußmallophagen, die bei Huftieren parasitieren. Die Beine, insbesondere die Tibiae, sind lang und schlank und tragen keinen Tibialdaumen. Das Basalglied der Tarsen trägt immer eine lange, kegel- oder borstenförmige Euplantula (Haftlappen), das Tarsenendglied meistens. Die Krallen sind lang und dünn und werden zum Ende hin kaum schmaler. Die Fühler sind dreigliedrig, bei Weibchen manchmal fünfgliedrig. Der Körper ist beim Weibchen eher walzenförmig, beim Männchen kurz, breit und zum Ende hin spitz zulaufend.
Von einigen Systematikern werden die Bovicolidae auch als Unterfamilie Bovicolinae zu den Trichodectidae gezählt. Zur Familie bzw. Unterfamilie gehören die Gattungen:
- Bovicola
- Bisonicola
- Cervicola
- Damalinia
- Rhabdopelidon
- Werneckiella